# Virserums SGF
Virserums Sport- och Gymnastikförening är en idrottsförening i den småländska orten Virserum som är bildad den 13 december 1909. Inom föreningen finns tre större sektioner, fotboll, ishockey, innebandy samt en liten verksamhet inom barngymnastik. Tidigare har föreningen även utövat bandy samt en mycket större verksamhet inom gymnastiken.
Föreningens fotbollslag, som är sammanslaget med de tidigare rivalerna Järnforsens AIK och går under namnet VSGF/JAIK, spelar i småländska division fyra. Ishockeylaget heter Virserum SGF och spelar i småländska division tre. Föreningens innebandysektion har endast dam- och flickverksamhet och spelar i småländska division 3 för damer.
Virserums SGF drev under många år festplatsen Kärringryggen. Föreningen äger Virumsvallen med fotbollsplaner och ishall. I samband med ishallens renovering 2005 bildades Virumvallen AB som handhar driften av anläggningarna.